# ریچارد اینگلیش
ریچارد لادلو اینگلیش (انگلیسی: Richard English؛ زادهٔ ۱۹۶۳) تاریخ‌نگار اهل بریتانیا است. وی استاد دانشگاه کوئینز بلفاست و دانشگاه سنت اندروز بود و خود دانش‌آموختۀ کیبل کالج در دانشگاه آکسفورد بود.

وی همچنین برندهٔ جوایزی همچون عضو آکادمی بریتانیا شده‌است.